# Susan Kinyua
Susan Kinyua (Meru, c. 1970) es una economista keniana, ganadora del Premio Harambee 2024 a la Promoción e Igualdad de la Mujer Africana por su labor en el empoderamiento de las mujeres africanas.

## Trayectoria
Nació en la ciudad keniana de Meru en una familia católica. Se licenció en banca y finanzas y comenzó la licenciatura en psicoterapia. Durante 12 años, trabajó en Barclays Bank. Después pasó a liderar proyectos de la Fundación Kianda con el objetivo de capacitar a las mujeres kenianas. Desde esta institución, ha impulsado el proyecto Fanikisha (gran avance en suajili), para formar a más de 4.500 mujeres rurales africanas, de distintas religiones, para que se conviertan en emprendedoras. También implementó programas de salud mental.

## Reconocimientos
En 2024 recibió el Premio Harambee a la Promoción e Igualdad de la Mujer Africana que desde 2010 reconoce la labor humanitaria, cultural y educativa  para apoyar los derechos y la igualdad de la mujer en el África subsahariana. Kinyua destinó la dotación completa del galardón, 10.000 euros, al proyecto Fanikisha.